# Mr Gay World 2018
Mr Gay World 2018 là cuộc thi Mr Gay World lần thứ 10 được tổ chức tại Villa Castollini, Knysna, Nam Phi vào ngày 26 tháng 5 năm 2018. John Raspado đến từ Philippines trao vương miện cho người kế nhiệm là Jordan Paul Bruno đến từ Úc.

## Kết quả
| Hạng                  | Thí sinh |
| --------------------- | --- |
| Mister Gay World 2018 | - Úc — Jordan Paul Bruno |
| Á vương 1             | - New Zealand — Ricky Devine-White |
| Á vương 2             | - Ấn Độ — Samarpan Maiti |
| Á vương 3             | - Đài Loan — Po-Hung Chen |
| Á vương 4             | - Bồ Đào Nha — João de Oliveira |
| Top 10                | - Bỉ — Jaimie Deblieck - Costa Rica — Miguel Ángel Rodríguez Castro - Đức — Enrique Doleschy - México — Erick Jafeth López Pérez - Nam Phi — Karabo Morake |

### Giải thưởng đặc biệt
| Giải thưởng                         | Thí sinh                           |
| ----------------------------------- | ---------------------------------- |
| Best in National Costume            | - Nam Phi — Karabo Morake          |
| Mr. Photogenic                      | - Úc — Jordan Paul Bruno           |
| Mr. Congeniality                    | - Bồ Đào Nha — João de Oliviera    |
| Best Interview                      | - Úc — Jordan Paul Bruno           |
| Best Formal Wear                    | - Úc — Jordan Paul Bruno           |
| Best Swimwear                       | - New Zealand — Ricky Devine-White |
| Best Social Responsibility Campaign | - Úc — Jordan Paul Bruno           |
| Best Social Media Campaign          | - Costa Rica — Miguel Rodriguez    |
| Best in Sports Challenge            | - New Zealand — Ricky Devine-White |
| Best Written Test                   | - New Zealand — Ricky Devine-White |
| Face of 2018                        | - Úc — Jordan Paul Bruno           |
| Public Vote                         | - Úc — Jordan Paul Bruno           |

## Các thí sinh
21 thí sinh dự thi.
| Quốc gia/vùng lãnh thổ | Thí sinh                      | Tuổi |        |
| ---------------------- | ----------------------------- | ---- | ------ |
| Ấn Độ                  | Samarpan Maiti                | 30   | [ 4 ]  |
| Bỉ                     | Jaimie Deblieck               | 19   | [ 5 ]  |
| Bồ Đào Nha             | João de Oliveira              | 38   | [ 6 ]  |
| Canada                 | Charles Philippe Laurin       |      |        |
| Chile                  | René Alfredo Rivera Lizana    | 30   | [ 7 ]  |
| Costa Rica             | Miguel Ángel Rodríguez Castro | 30   |        |
| Đài Loan               | Po-Hung Chen                  |      |        |
| Đức                    | Enrique Doleschy              |      | [ 8 ]  |
| Eswatini               | Mduduzi Dlamini               |      |        |
| Hoa Kỳ                 | Kyle Ean Haggerty             |      |        |
| México                 | Erick Jafeth López Pérez      | 39   |        |
| Nam Phi                | Karabo Morake                 | 27   | [ 9 ]  |
| Nepal                  | Manindra Singh Danuwar        | 29   | [ 10 ] |
| New Zealand            | Ricky Devine-White            | 36   | [ 11 ] |
| Nhật Bản               | Shogo Kemmoku                 |      | [ 12 ] |
| Phần Lan               | Rami Joel Kiiskinen           |      | [ 13 ] |
| Philippines            | Gleeko Magpoc                 |      | [ 14 ] |
| Séc & Slovakia         | Lukáš Grečko                  |      | [ 15 ] |
| Tây Ban Nha            | Ricardo Tacoronte             | 28   | [ 16 ] |
| Thái Lan               | Pakkarapong Khuaikoen         | 22   |        |
| Úc                     | Jordan Paul Bruno             | 26   |        |